# Karl Dröge
Karl Dröge (auch: Karl Wilhelm Dröge; * 1893 in Hildesheim; † nach 1952) war ein deutscher Landschaftsmaler, Grafiker und Gebrauchsgrafiker.

## Leben
Karl Dröge unterrichtete in Hannover an der dortigen Kunstgewerbeschule.
Zu seinen bekanntesten Werken zählt der für Heinrich Himmler 1934 gemeinsam mit Wilhelm Hübotter und Reinhard Berkelmann entwickelte Sachsenhain.
Er beteiligte sich u. a. 1938 und 1939 an der Große Deutsche Kunstausstellung in München und 1953 an der Dritten Deutschen Kunstausstellung in Dresden.

## Weitere Werke (Auswahl)

### Schriften
- Die Vorstufe unseres Nibelungenliedes. In: Zeitschrift für deutsches Altertum und deutsche Literatur, (ZfdA) 51, 1909, S. 177–218.
- Die Pressspanradierung / Karl Dröge (= Tif-Jugend-Bücherei, Heft 1). Bildmaterial von Prof. Dröge, Schülern der Kunstgewerbeschule Hannover und Volksschülern. Heintze & Blanckertz, Berlin [1933][6]